# 林嘉
參數所指定的目標頁面不存在，建議更正成存在頁面或直接建立下列一個頁面（建立前請先搜尋是否有合適的存在頁面可以取代）：
- 林嘉 (演員)

林嘉，字子正，福建福清縣（今屬福州市）人。明初官員。
洪武四年（1371年）辛亥，明朝首開會試，林嘉考中吴伯宗榜三甲進士。官沐阳县縣丞。